# 環太平洋軍事演習
環太平洋軍事演習（縮寫），为美國太平洋司令部指挥的跨國海上演習，目前每兩年在美國的夏威夷群島周邊和珍珠港举行，環太演習目的在於保障太平洋沿岸國家海上通道安全和聯合反恐。RIMPAC是世界上最大的國際海上演習，主要著眼在環太平洋地區的整體利益。

## 背景
1971年，美國海軍第三艦隊促成此計畫，意在提升各國間的相互合作。自1974年以後，改每兩年舉行。美國和澳大利亞是成立RIMPAC以來，每次都與會的國家。環太平洋地區是國際活動的樞紐，對國際貿易具有重要意義。由於該地區橫跨區域太大，需要志同道合的國家共同合作。按過去慣例，演習一般分為兩部分，分別在夏威夷和加州舉行。日本海上自衛隊第一次參加環太是在1980年，此後海上自衛隊每次均參與，日本現已是環太平洋軍事演習的固定成員國。
環太平洋軍演除了各國海軍在軍事上的協同作戰以外，它甚至可以是人道救援的國際行動，例如，2013年侵襲菲律賓的颱風海燕，40個國家共同展開抗災救災行動。加拿大就呼籲人道主義援助與災難救援，用以因應未來的任務。隨著90%商務運輸經由海域上方通行，可與加拿大相比的第二大出口市場亞洲來說，區域軍事力量更需要相互理解。

## 三個階段
環太平洋軍事演習分為三個階段

環太2010年的的海军编队

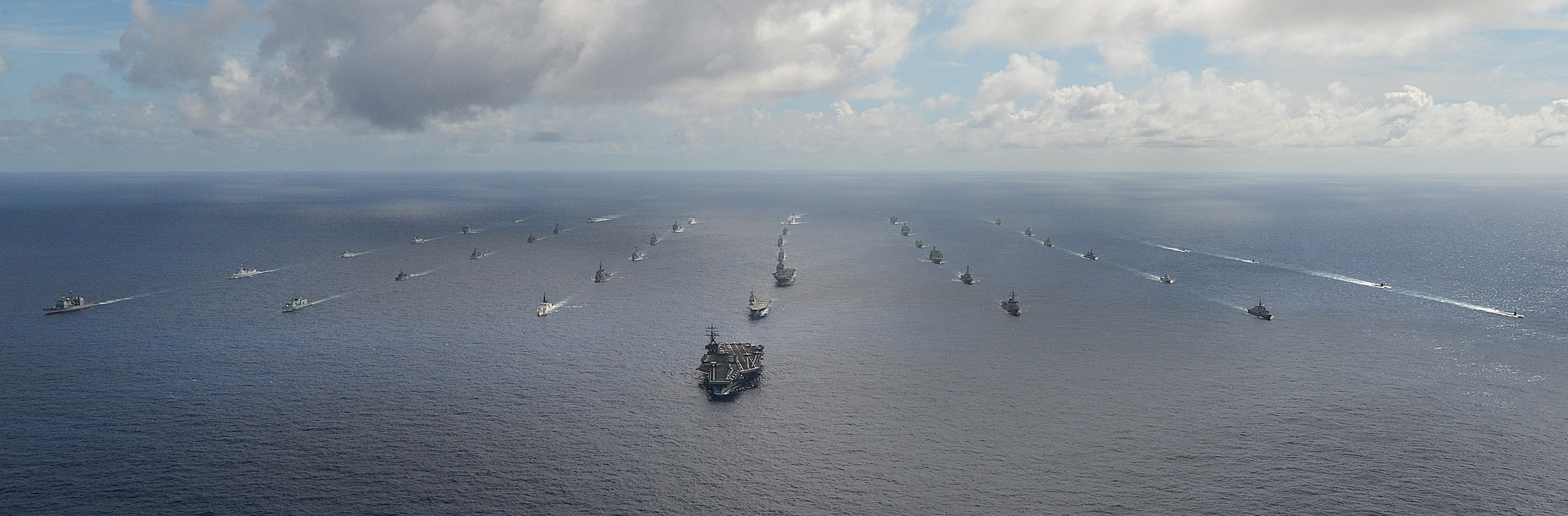
環太2014年由42艘軍艦組成的編隊

1. 港口（Harbour）：目的是建立參與國家的專業與個人之間，彼此的關聯性。人員才有機會面對面了解簡要概況、訓練以及詳細地規劃。
2. 部隊整合（Force Integration Training）：它可以鍛鍊每個國家在一個強大的跨國指揮和控制環境的執行力。
3. 自由發揮（Free Play Phases）：自由發揮階段測試這些技能，指揮官和其下屬單位可能面臨環太平洋地區的真實情況，涵蓋來自空中、水面、水下與陸地的威脅等，具有挑戰性的全面作戰。

### 部隊整合

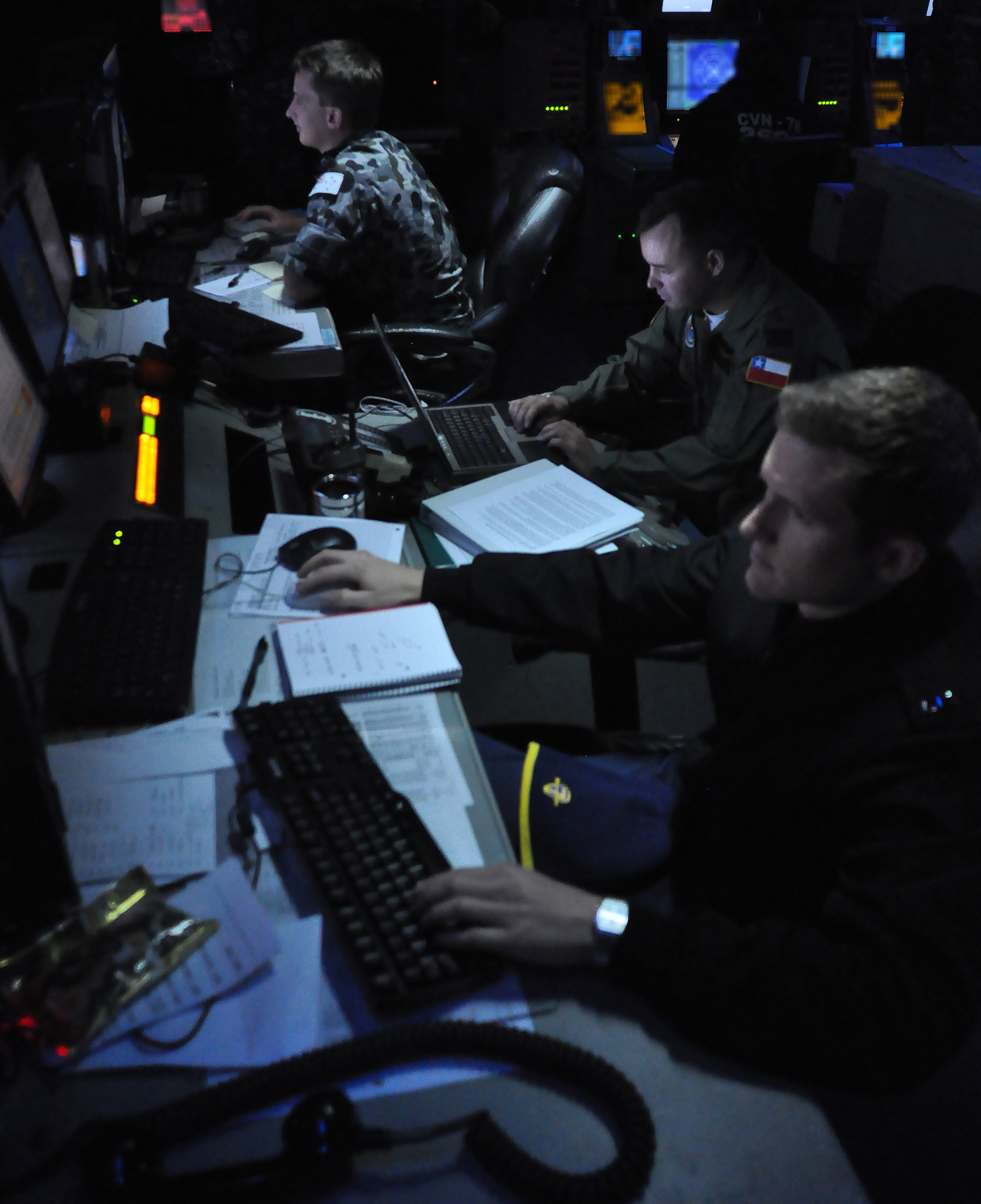
海上作戰管制（2010年7月19日）

其中「部隊整合」階段還包括：
- 實彈射擊和導彈演習
- 海上攔截和登艦練習
- 反水面作戰
- 反潛戰
- 水下作戰和海上機動演習
- 防空和兩棲登陸演習
- 爆炸物處理
- 潛水打撈作業
- 掃雷行動

## 逐年情况

### 2012年以前
1998年，美国首次邀请中華人民共和国观摩环太平洋军演。

### 2012年
2012年，俄羅斯太平洋艦隊首次參加環太平洋演習。
演習于2012年6月29日开始，来自22个国家的25,000名人员、42艘船只、6艘潜艇、200 架飞机在夏威夷参加了演习。参演舰艇包括：
- “HMAS”号Darwin
- “HMAS”号Farncomb
- “HMAS”号Perth

 加拿大海軍
- HMCS Algonquin
- HMCS Ottawa
- HMCS Victoria
- HMCS Yellowknife

 智利
- “Chilean frigate”号

 法國國家海軍
- 牧月號（英语：French frigate Prairial）

 日本
- 妙高號
- 白根號（日语：しらね (護衛艦)）
- 豐後號（日语：ぶんご (掃海母艦)）

 墨西哥
- ARM Usumacinta

 新西兰海軍
- HMNZS Endeavour
- HMNZS Te Kaha

- 崔莹号（英语：ROKS Choe Yeong (DDH-981)）
- “ROKS”号Na Dae-yong
- 栗谷李珥號（英语：ROKS Yulgok Yi I (DDG-992)）

 新加坡
- 可畏號（英语：RSS Formidable）

 俄羅斯
- 潘捷列耶夫海军上将号（英语：Russian destroyer Admiral Panteleyev）
- Fotiy Krylov
- Irkut

 美國海軍（和海警）

作战舰艇：
- 查菲号
- 夏洛特號（英语：USS Charlotte (SSN-766)）
- 夏延號（英语：USS Cheyenne (SSN-773)）
- 长津号
- 锺云号
- 克羅梅林號（英语：USS Crommelin (FFG-37)）
- 埃塞克斯号（英语：USS Essex (LHD-2)）
- FFG-51 加里號（英语：USS Gary (FFG-51)）
- 希金斯号
- 伊利湖號

- 尼米茲號
- 北卡羅萊納號（英语：USS North Carolina (SSN-777)）
- 保罗·汉密尔顿号
- 皇家港號
- 普林斯頓（英语：USS Princeton (CG-59)）
- 魯本·詹姆斯號（英语：USS Reuben James (FFG-57)）
- 斯托克代尔号
- 巴索夫號

辅助舰艇：
- USNS Henry J. Kaiser
- USNS Matthew Perry
- USNS Salvor
- USNS Yukon

### 2014年

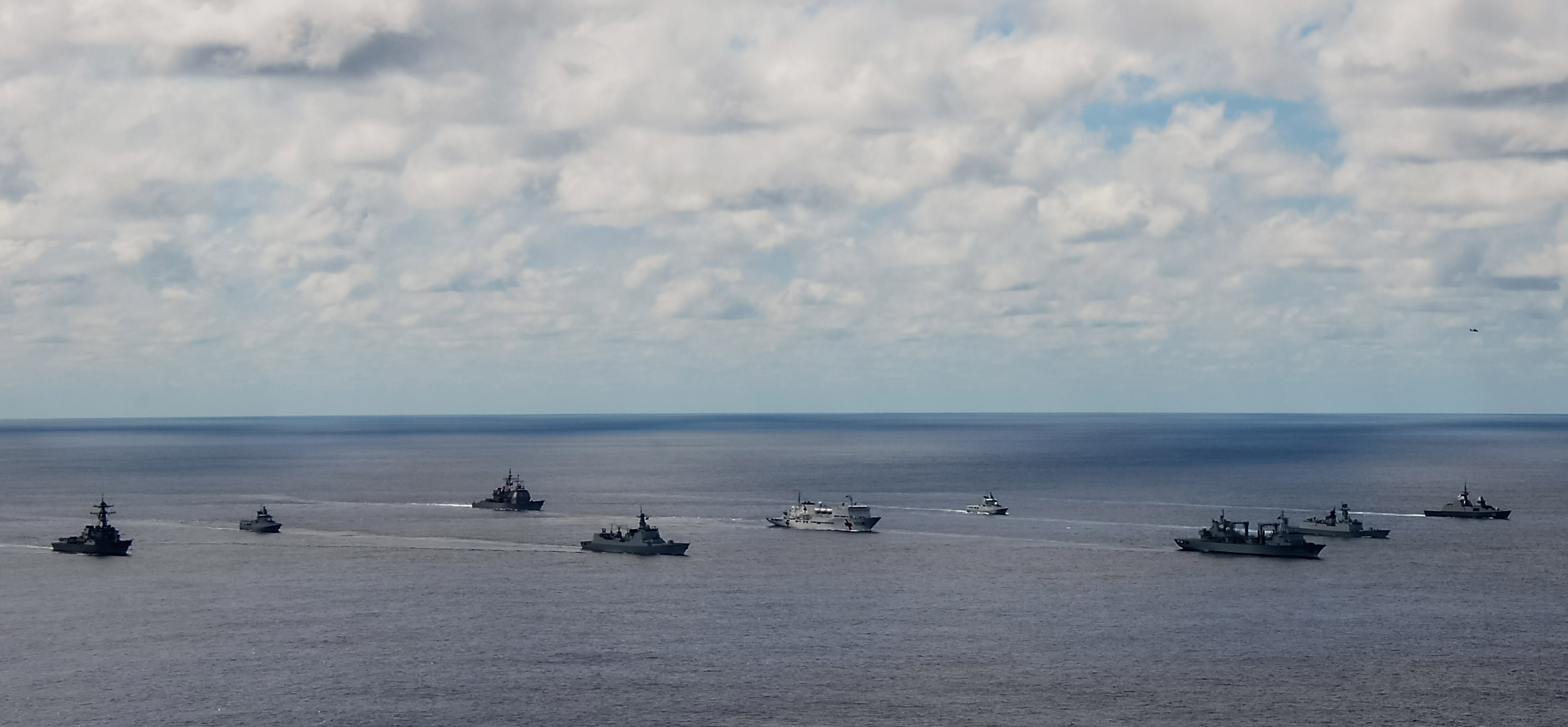
環太2014年的多國特遣部隊

台灣國家政策研究基金會的《國改研究報告》提到，相較於歷屆的環太平洋多國聯合軍演，這次演習設置科目內容更加廣泛，對於應付恐怖攻擊、自然災害，以及維護局部區域穩定等，共同威脅領域的比重有所增加；同時，這次演習增列更多人道主義救助內容；此外，2014年環太平洋多國聯合海上軍演，是不針對任何第三方的海上聯合軍演，也是環太平洋國家海軍深入合作的一次嘗試，其目標在於提高參演各國海軍聯合行動，以及共同應對海上威脅的能力。
BBC中文網報導，中国人民解放军海军共派出成为中華神盾的052C型 171 海口號飛彈驅逐艦、054A型 575 岳陽號飛彈護衛艦、886 千島湖號綜合補給艦，和和平方舟號醫院船，同時參演的還有隨艦搭載的兩架直升機，1個潛水分隊、1個特戰分隊、1個醫療分隊，共計1100餘名官兵參演，是僅次於美國規模排列第二的隊伍。有中國大陸學者認為，中華人民共和國軍方首次參加「環太平洋」軍演不僅對缺乏現代作戰經驗的中國人民解放軍海軍來說是一次難得的觀摩、學習和鍛煉機會，也是中美兩軍相互展示軍事力量透明善意姿態，有利緩解近來比較緊張的中美兩國和兩軍關係。
日本共同社報導，中華人民共和國與包括日本、韓國和印度在內的23個國家一同參加演習，但中國海軍和日本海上自衛隊沒有一起訓練的計劃。海上自衛隊幕僚長（參謀長）河野克俊表示，雖然日本與中華人民共和國的雙邊關係沒有進展，但非常歡迎中國加入多邊框架。據報導，日本將派出伊勢號護衛艦、宙斯盾艦霧島號，以及三架P-3獵戶座海上巡邏機，參予演集的海上自衛隊隊員約740人。日本在1980年首次參加該軍演。
美國參議院的印第安納州參議員丹·科茨在2014年國防授權法案（2014 National Defense Authorization Act, NDAA）的修正案中要求將中華民國納入2014年環太平洋軍演，這是自十月蘭迪·富比士等8位聯邦眾議員聯名致函歐巴馬政府以來的正式國會提案。自由評論網《參加環太平洋軍演，海軍準備好了嗎？》一文作者，前中華民國海軍軍官學校軍事學科部教官、前新江軍艦艦長呂禮詩表示，海上戰術行動的無誤執行有賴於戰術信文的正確傳遞，若中華民國海軍參加環太平洋軍演，面對的是海軍的戰術信文自1990年10月即由「同盟國海軍信號書」換用「中華民國海軍信號書」。雖然信文簡碼的編排邏輯相似，但相關的使用方法相去甚遠，且增編許多中華民國國軍專用的信文；另在軍用網路數位化下，以往使用的「同盟國軍用簡語」亦早已棄之不用。
环太平洋2014年参演舰艇包括：
- HMAS Success
- HMAS Sheean

- 达鲁萨兰号
- 达鲁拉曼号

 加拿大海軍
- 卡尔加里号
- 维多利亚号

 智利
- Almirante Blanco Encalada

 哥伦比亚
- 帕迪拉海军上将号

 法國國家海軍
- 牧月號（英语：French frigate Prairial）

 印度海軍
- 萨亚德里号

 印度尼西亞
- KRI Banda Aceh

 日本
- 霧島號
- 伊勢號

 墨西哥
- 先驱号

 新西兰海軍
- HMNZS Canterbury

 挪威
- 南森号

 中华人民共和国
- 海口号
- 岳阳号
- 千岛湖号
- 和平方舟号

- 西厓柳成龍號
- 王建號（英语：ROKS Wang Geon (DDH-978)）
- 忠武公李舜臣號（英语：ROKS Chungmugong Yi Sun-sin (DDH-975)）

 新加坡
- 無畏號（英语：RSS Intrepid）

 美國海軍（和海警）
- 聖喬治角號（英语：USS Cape St. George (CG-71)）
- 查菲号
- 长津号
- FFG-51 加里號（英语：USS Gary (FFG-51)）
- 独立号
- 尚普蘭湖號（英语：USS Lake Champlain (CG-57)）
- 迈克尔·墨菲号
- 貝里琉號
- 皇家港號
- 羅德尼·M·戴維斯號（英语：USS Rodney M. Davis）
- 隆納·雷根號
- 拉什摩尔號（英语：USS Rushmore (LSD-47)）
- 桑普森号
- 斯普鲁恩斯号
- USNS Henry J. Kaiser
- USNS John Ericsson
- 仁慈號
- USNS Navajo
- 雷尼尔号
- USNS Salvor
- 韦舍号
- 3艘潜艇

### 2016年

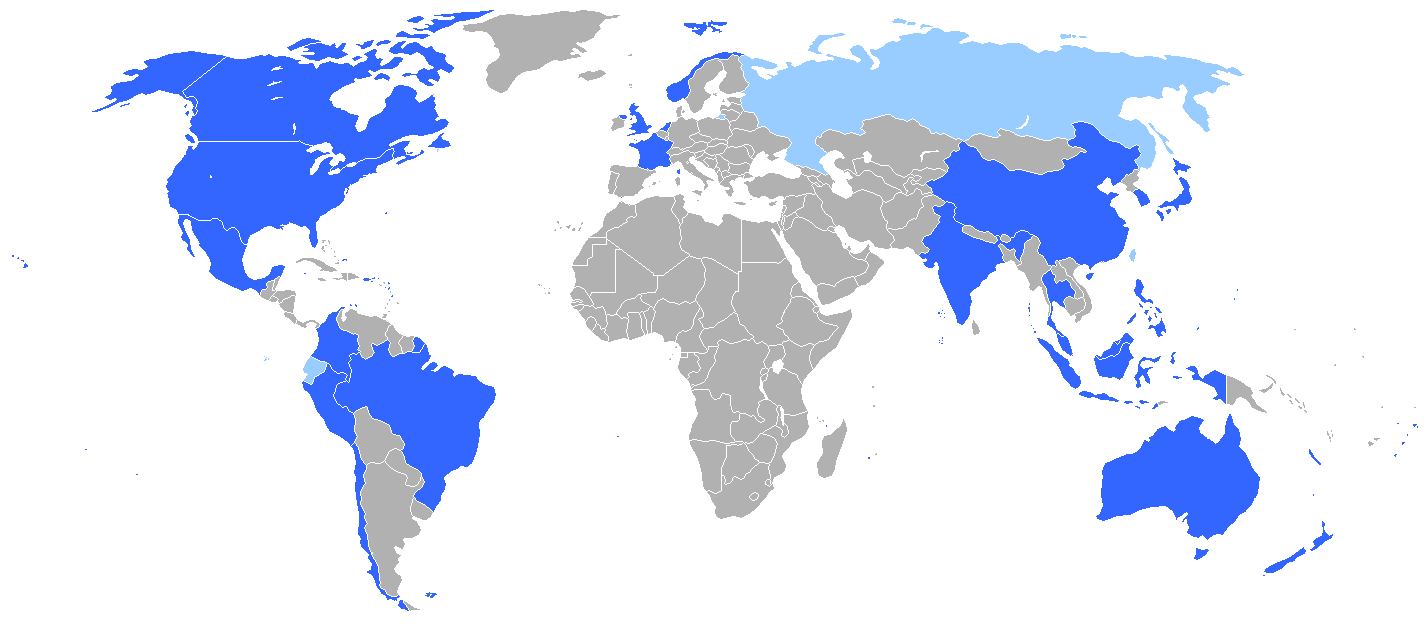
RIMPAC正式參與國（深藍）與觀察員（淺藍）

2015年12月，美國國防部長阿什顿·卡特和印度國防部長馬諾哈爾·帕里卡爾宣布，印度將參加環太2016年军演。儘管中美两国在南海局勢緊張，中華人民共和國仍将参與環太2016年军演。
據《法新社》報導，中華人民共和國首次參加環太軍演以降低不信任感後，卻積極經營南海，再度觸動中美緊張關係，引發包括美國在內國際的譴責。中華人民共和國被批評積極在南海填海造島和興建軍事設施，導致中美關係陷入緊張。美國軍方透露，現在正重新評估是否邀請中國參加今年太平洋地區大規模的海上聯合演習。美國國防部長卡特說，中華人民共和國獲得參加今年環太平洋軍演邀請。卡特沒有表示已經就此作出決定，只說美國將繼續就此展開評估。卡特指出美國的亞太戰略不是排除任何人，而是維持當地的安全架構，讓所有人參與進來。然而中國卻自我孤立，這也是為何所有夥伴均向我們靠攏。
《美國之音》報導，2016年環太平洋軍演由美國太平洋艦隊主辦，美國海軍第三艦隊司令諾拉·W·泰森中將擔任聯合特遣隊指揮官。其他主要領導職位由加拿大、日本、澳大利亞和新西蘭等國的軍官擔任。第25屆環太平洋軍演預計將於2016年6月30日至8月4日在夏威夷群島和加利福尼亞州及其附近地區舉行。參加演習的各國軍隊將演練並展示軍隊的海上能力和靈活性，這些能力包括救災、海上安全合作、制海和復雜作戰等。實戰演練項目包括兩棲作戰、射擊、導彈、反潛和防空演習等。
2016年7月1日，中國人民解放軍海軍五艘軍艦從舟山啟航抵達夏威夷參演，規模僅次美國和加拿大位居第三，戰艦為驅逐艦西安號和導彈護衛艦衡水號，另有和平方舟醫院船、綜合補給艦高郵湖、援潛救生船長島號，前往夏威夷途中與美國兩艘驅逐艦會合並聯合演習空中威脅應對，具備防空能力的中美4艘驅護艦，分區域擔負對空防禦任務。值得注意的是此次小型演習由西安號擔任旗艦，指揮美國軍艦。環太軍演正式開始後中方不再參與高強度戰爭內容，只參與反海盜和人道救援科目，此次特點在於美國製造了一個美軍潛艦艙段的模型放於水下，由中方援潛救生船長島號放下小潛器在水下演練對接，確保有救援美軍遇難潛艇的能力。美國部分媒體指出此次軍演讓人看不懂，美國同時在南海領土爭端強硬表態一年多，最後卻又策畫這種演習，無疑向亞太盟友發出混亂訊號；美國原本致力於傳達維持地區穩定和安全的戰略訊息正受到破壞，而中華人民共和國卻得以通過參與環太軍演而贏得國際聲望。

### 2018年
2018年1月，美國曾對中華人民共和國發出環太平洋軍事演習的邀請，但在5月23日美国国防部正式聲明桐年演習會將除去中華人民共和國參與，理由是中華人民共和國在南海爭議上的軍事擴張造成區域局勢不穩。對此中華人民共和國政府表示此舉無助中美關係，並仍堅持認為南海為中國領土他們的作為美國無權說三道四。
2018年5月30日，中華民國國防部部長嚴德發在中華民國立法院備詢指出，一直都有向美方爭取參加環太平洋軍演，嚴德發表示現在是大好機會，但還是要看美方態度。
2018年6月27日，2018年度環太平洋軍事演習受邀參加的國家新增以色列、巴西、斯里蘭卡與越南等國，第一次參加該演習。

### 2020年
2020年環太平洋軍演於8月17到31日在夏威夷周邊水域举行，由于2019冠状病毒病疫情影响，参与规模有所缩减，有來自10國的22艘艦艇、1艘潛艦與5300多人參與演習。

### 2022年
2022年環太平洋軍演於6月29日至8月4日举行。美國國會在2021年12月通過的《2022年國防授權法案》中提到邀请台湾参与，但最终邀请名单中仍没有邀请台湾，而中華人民共和國则自2018年后没再被邀请参与。美国邀请包括美日印澳「四方安全對話」（QUAD）機制全部四個成員國，以及五個南海鄰接海域國家。
環太平洋2022年參與的艦艇包括：
| RIMPAC 2022 參與艦艇 | RIMPAC 2022 參與艦艇 |
| -------------------- | --- |
| 澳洲皇家海軍         | 坎培拉號兩棲攻擊艦 瓦拉蒙加號巡防艦 補給號油彈補給艦 |
| 加拿大皇家海軍       | 溫哥華號巡防艦 溫尼伯號巡防艦 布蘭登號巡防艦 埃德蒙頓號巡防艦 |
| 印度尼西亞海軍       | 伊古斯蒂·恩古拉·賴號巡防艦 |
| 法國海軍             | 牧月號巡防艦 |
| 德國聯邦國防軍海軍   | 特種部隊支隊 |
| 日本海上自衛隊       | 出雲號護衛艦 高波號護衛艦 霧雨號護衛艦 |
| 大韓民國海軍         | 馬羅島號兩棲攻擊艦 世宗大王號驅逐艦 文武大王號驅逐艦 申乭石號潛艦 |
| 馬來西亞皇家海軍     | 萊基爾號護衛艦 |
| 墨西哥海軍           | 烏蘇馬辛塔號登陸艦 貝尼托·胡亞雷斯號護衛艦 |
| 紐西蘭皇家海軍       | 奧特亞羅瓦號補給艦 |
| 印度海軍             | 薩特普拉號巡防艦 |
| 以色列海軍           | 特種部隊支隊 |
| 祕魯海軍             | 吉尚號護衛艦 |
| 菲律賓海軍           | 安東尼奧·盧納號巡防艦 |
| 新加坡海軍           | 無畏號巡防艦 |
| 斯里蘭卡海軍         | 海軍陸戰隊支隊 |
| 智利海軍             | 林奇海軍上將號巡防艦 |
| 美國海軍             | 亞伯拉罕·林肯號航空母艦 莫比爾灣號飛彈巡洋艦 費茲傑羅號驅逐艦 格里德利號驅逐艦 桑普森號驅逐艦 史普魯恩斯號驅逐艦 威廉·P·羅倫斯號驅逐艦 查菲號驅逐艦 埃塞克斯號兩棲攻擊艦 麥可·蒙索爾號驅逐艦 佩科斯號油料補給艦 亨利·J·凱澤號油料補給艦 邁阿密號核動力攻擊潛艦 夏洛特號核動力攻擊潛艦 華盛頓錢伯斯號物資補給艦 |

### 2024年
2024年環太平洋軍演计划於6月26日举行，將有29國海軍參加，本次没有邀请台湾（中华民国）、中国（中华人民共和国）参加，报道认为军演“意在联合盟友军事威吓中国，若邀台湾加入，挑衅中国的意味太浓，除加剧美中紧张情势，并为难部分盟国”。
另外有报道，中华民国海巡署艦隊分署直屬船隊4000噸級巡防救難艦「新竹艦」（CG5002）日前出海執行35天「西太平洋公海漁業巡護任務」，并于6月12日停靠夏威夷檀香山港进行整补，由于时间临近，虽然美国军方没有宣布邀请台湾，报道认为台湾借此间接参加演习。之后海巡署回应只是正常的靠岸整补（过往也有类似的公海漁業巡護任務，并且也在美国港口靠岸整补），但没有直接回应是否参加军演。

## 參與國家統計
| 國家       | 1994 | 1996 | 1998 | 2000 | 2002 | 2004 | 2006 | 2008 | 2010 | 2012 | 2014 | 2016 | 2018 | 2020 | 2022 | 2024 |
| ---------- | ---- | ---- | ---- | ---- | ---- | ---- | ---- | ---- | ---- | ---- | ---- | ---- | ---- | ---- | ---- | ---- |
|            |      |      |      |      |      |      |      |      |      |      |      |      |      |      |      |      |
|            |      |      |      |      |      |      |      |      |      |      |      |      |      |      |      |      |
| 加拿大     |      |      |      |      |      |      |      |      |      |      |      |      |      |      |      |      |
| 智利       |      |      |      |      |      |      |      |      |      |      |      |      |      |      |      |      |
| 中国       |      |      |      |      |      |      |      |      |      |      |      |      |      |      |      |      |
| 哥伦比亚   |      |      |      |      |      |      |      |      |      |      |      |      |      |      |      |      |
| 丹麦       |      |      |      |      |      |      |      |      |      |      |      |      |      |      |      |      |
|            |      |      |      |      |      |      |      |      |      |      |      |      |      |      |      |      |
| 法國       |      |      |      |      |      |      |      |      |      |      |      |      |      |      |      |      |
| 德国       |      |      |      |      |      |      |      |      |      |      |      |      |      |      |      |      |
| 印度       |      |      |      |      |      |      |      |      |      |      |      |      |      |      |      |      |
| 印度尼西亞 |      |      |      |      |      |      |      |      |      |      |      |      |      |      |      |      |
| 以色列     |      |      |      |      |      |      |      |      |      |      |      |      |      |      |      |      |
| 義大利     |      |      |      |      |      |      |      |      |      |      |      |      |      |      |      |      |
| 日本       |      |      |      |      |      |      |      |      |      |      |      |      |      |      |      |      |
| 马来西亚   |      |      |      |      |      |      |      |      |      |      |      |      |      |      |      |      |
| 墨西哥     |      |      |      |      |      |      |      |      |      |      |      |      |      |      |      |      |
| 荷蘭       |      |      |      |      |      |      |      |      |      |      |      |      |      |      |      |      |
| 新西兰     |      |      |      |      |      |      |      |      |      |      |      |      |      |      |      |      |
| 挪威       |      |      |      |      |      |      |      |      |      |      |      |      |      |      |      |      |
| 秘魯       |      |      |      |      |      |      |      |      |      |      |      |      |      |      |      |      |
| 菲律賓     |      |      |      |      |      |      |      |      |      |      |      |      |      |      |      |      |
| 俄羅斯     |      |      |      |      |      |      |      |      |      |      |      |      |      |      |      |      |
| 新加坡     |      |      |      |      |      |      |      |      |      |      |      |      |      |      |      |      |
|            |      |      |      |      |      |      |      |      |      |      |      |      |      |      |      |      |
| 斯里蘭卡   |      |      |      |      |      |      |      |      |      |      |      |      |      |      |      |      |
| 泰國       |      |      |      |      |      |      |      |      |      |      |      |      |      |      |      |      |
|            |      |      |      |      |      |      |      |      |      |      |      |      |      |      |      |      |
| 英国       |      |      |      |      |      |      |      |      |      |      |      |      |      |      |      |      |
| 美国       |      |      |      |      |      |      |      |      |      |      |      |      |      |      |      |      |
| 越南       |      |      |      |      |      |      |      |      |      |      |      |      |      |      |      |      |
| 合計       | 5    | 6    | 6    | 7    | 8    | 7    | 8    | 10   | 14   | 22   | 22   | 26   | 25   | 10   | 26   | 29   |

## 大眾文化
- 電影《超級戰艦》（2012），以環太平洋軍事演習作爲背景。

## 外部連結
- （英文） United States Pacific Command （页面存档备份，存于）
- （英文） Commander, U.S. Third Fleet （页面存档备份，存于）
- （英文） RIMPAC site （页面存档备份，存于）
- YouTube上的RIMPAC 2014 ( 2014年 環太平洋聯合軍事演習 )